# OR2V2
OR2V2 (англ. Olfactory receptor family 2 subfamily V member 2) – білок, який кодується однойменним геном, розташованим у людей на короткому плечі 5-ї хромосоми. Довжина поліпептидного ланцюга білка становить 315 амінокислот, а молекулярна маса — 35 339.
| 10         |  | 20         |  | 30         |  | 40         |  | 50         |
| ---------- |  | ---------- |  | ---------- |  | ---------- |  | ---------- |
| METWVNQSYT |  | DGFFLLGIFS |  | HSTADLVLFS |  | VVMAVFTVAL |  | CGNVLLIFLI |
| YMDPHLHTPM |  | YFFLSQLSLM |  | DLMLVCTNVP |  | KMAANFLSGR |  | KSISFVGCGI |
| QIGLFVCLVG |  | SEGLLLGLMA |  | YDRYVAISHP |  | LHYPILMNQR |  | VCLQITGSSW |
| AFGIIDGLIQ |  | MVVVMNFPYC |  | GLRKVNHFFC |  | EMLSLLKLAC |  | VDTSLFEKVI |
| FACCVFMLLF |  | PFSIIVASYA |  | HILGTVLQMH |  | SAQAWKKALA |  | TCSSHLTAVT |
| LFYGAAMFIY |  | LRPRHYRAPS |  | HDKVASIFYT |  | VLTPMLNPLI |  | YSLRNREVMG |
| ALRKGLDRCR |  | IGSQH      |  |            |  |            |  |            |

A: Аланін

C: Цистеїн

D: Аспарагінова кислота

E: Глутамінова кислота

F: Фенілаланін

G: Гліцин

H: Гістидин

I: Ізолейцин

K: Лізин

L: Лейцин

M: Метіонін

N: Аспарагін

P: Пролін

Q: Глутамін

R: Аргінін

S: Серин

T: Треонін

V: Валін

W: Триптофан

Кодований геном білок за функціями належить до рецепторів, g-білокспряжених рецепторів, білків внутрішньоклітинного сигналінгу. 
Задіяний у такому біологічному процесі, як поліморфізм. 
Локалізований у клітинній мембрані.